# Leptopteris
Leptopteris là một chi nhỏ gồm các loài dương xỉ thuộc họ Rau vi (Osmundaceae), chúng được tìm thấy ở một số đảo trên Thái Bình Dương, New Guinea và Australia. Các loài dương xỉ thuộc chi Leptopteris có nhiều nét tương đồng với các loài dương xỉ thuộc chi gần gũi Todea.
Tên gọi Leptopteris được xuất phát từ tiếng Hy Lạp cổ đại "leptos" (mảnh mai) và "pteris" (dương xỉ).
Các loài Leptopteris là những cây dương xỉ lớn, có thể cao tới 1m, chúng phân bổ sinh thái chủ yếu ở các khu vực ẩm ướt râm mát gần sông suối trong rừng mưa nhiệt đới.

## Các loài
Bao gồm các loài:
- Leptopteris alpina
- Leptopteris fraseri
- Leptopteris hymenophylloides
- Leptopteris intermedia
- Leptopteris laxa
- Leptopteris marginata
- Leptopteris moorei
- Leptopteris sumatrana
- Leptopteris superba
- Leptopteris wilkesiana[3]